# Thomas Carmody
Thomas Carmody (24 novembre 1992) è un pallavolista statunitense, centrale del Karlovarsko.

## Carriera

### Club
La carriera di Thomas Carmody inizia nei tornei scolastici dell'Illinois, giocando per la Carl Sandburg HS fino al diploma. In seguito si trasferisce in California, entrando a far parte della squadra di pallavolo maschile della Pacific, impegnata nella NCAA Division I, militandovi dal 2012 al 2014, anno in cui il programma cessa le proprie attività; passa quindi alla Pepperdine, con la quale gioca nel 2016, concludendo la propria carriera universitaria.
Nella stagione 2016-17 firma il suo primo contratto professionistico col Vammalan, club di Lentopallon Mestaruusliiga col quale vince due coppe nazionali e altrettanti scudetti. Dopo le due annate in Finlandia, resta in collegiale con la nazionale statunitense per una stagione, tornando nella massima divisione finlandese nel campionato 2019-20, questa volta ingaggiato dal Korson Veto, che lascia nell'annata 2021-22, quando si accasa nell'Odolena Voda, club dell'Extraliga ceca in cui milita per due stagioni.
Nel campionato 2023-24 si trasferisce al Karlovarsko, sempre nella massima divisione ceca.

### Nazionale
Nel 2017 esordisce nella nazionale statunitense in occasione della World League, conquistando in seguito la medaglia d'argento al campionato nordamericano 2019. 

## Palmarès

### Club
- Campionato finlandese: 2

2016-17, 2017-18
- Coppa di Finlandia: 2

2016, 2017